# Cyrtulus mauiensis
Cyrtulus mauiensis is een slakkensoort uit de familie van de Fasciolariidae. De wetenschappelijke naam van de soort werd in 2006 voor het eerst geldig gepubliceerd door P. Callomon & M.A. Snyder.